# Stearină
Stearina, tristearina sau tristearatul de gliceril este o trigliceridă derivată de la acidul stearic. Este un compus inodor și alb. Ca alte trigliceride, stearina poate cristaliza în trei forme polimorfe, care se topesc la 54 (forma α), 65 și 72.5 °C (forma β).
Stearina este utilizată ca agent de îngroșare și pentru fabricarea lumânărilor și a săpunurilor.